# Widnes FC
Widnes FC (celým názvem: Widnes Football Club) je anglický fotbalový klub, který sídlí ve městě Widnes v nemetropolitním hrabství Cheshire. Založen byl v roce 2003 pod názvem The Dragons AFC. Od sezóny 2018/19 hraje v Northern Premier League Division One West (8. nejvyšší soutěž). Klubové barvy jsou černá a bílá.
Své domácí zápasy odehrává na Halton Stadium s kapacitou 13 350 diváků.

## Historické názvy
Zdroj: 
- 2003 – The Dragons AFC (The Dragons Association Football Club)
- 200? – Widnes Dragons FC (Widnes Dragons Football Club)
- 2012 – Widnes Vikings FC (Widnes Vikings Football Club)
- 2014 – Widnes FC (Widnes Football Club)

## Úspěchy v domácích pohárech
Zdroj: 
- FA Cup
  - Extra-Preliminary Round: 2017/18
- FA Vase
  - 2. předkolo: 2014/15, 2016/17

## Umístění v jednotlivých sezonách
Stručný přehled
Zdroj: 
- 2013–2017: North West Counties League (Division One)
- 2017–2018: North West Counties League (Premier Division)
- 2018– : Northern Premier League (Division One West)

Jednotlivé ročníky
Zdroj: 
Legenda: Z - zápasy, V - výhry, R - remízy, P - porážky, VG - vstřelené góly, OG - obdržené góly, +/- - rozdíl skóre, B - body, červené podbarvení - sestup, zelené podbarvení - postup, fialové podbarvení - reorganizace, změna skupiny či soutěže
| Anglie (2013 – ) |                                               |        |    |    |   |    |     |     |     |    |        |
| Sezóny           | Liga                                          | Úroveň | Z  | V  | R | P  | VG  | OG  | +/- | B  | Pozice |
| 2013/14          | North West Counties League (Division One)     | 10     | 36 | 9  | 9 | 18 | 58  | 84  | -26 | 35 | 14.    |
| 2014/15          | North West Counties League (Division One)     | 10     | 36 | 10 | 5 | 21 | 62  | 101 | -39 | 35 | 16.    |
| 2015/16          | North West Counties League (Division One)     | 10     | 34 | 10 | 5 | 19 | 67  | 77  | -10 | 35 | 13.    |
| 2016/17          | North West Counties League (Division One)     | 10     | 42 | 30 | 6 | 6  | 117 | 50  | +67 | 96 | 1.     |
| 2017/18          | North West Counties League (Premier Division) | 9      | 44 | 30 | 6 | 8  | 102 | 52  | +50 | 96 | 2.     |
| 2018/19          | Northern Premier League (Division One West)   | 8      | 38 |    |   |    |     |     |     |    |        |